# Makisté (Star Trek: Stanice Deep Space Nine)
Makisté (v anglickém originále The Maquis; v původním českém překladu Makvis) je dvoudílná, v pořadí dvacátá a dvacátá první epizoda druhé sezóny seriálu Star Trek: Stanice Deep Space Nine.

## Příběh

### První část
Cardasijská nákladní loď Bok'Nor se připravuje na odlet z stanice Deep Space Nine. Muž lidského vzhledu provádí nějaké úpravy lodi, která pak krátce po startu exploduje a je zcela zničena.
Posádka stanice zahájí vyšetřování. Hvězdná flotila posílá na Deep Space Nine nadporučíka Calvina Hudsona, který působí v Demilitarizované zóně podél federačně-cardassijských hranic. Je to starý přítel komandéra Siska a nadporučíka Dax. Hudson a Sisko mají posoudit možnost odvetných opatření ze strany Cardassianů. Hudson vysvětluje Siskovi, že jeho přítomnost v zóně je výsměch, jeho úkolem bylo pomoci kolonistům, jejichž půdu dala Federace Cardassii, a přizpůsobit se novým podmínkám. Na rozdíl od Hvězdné flotily je Hudson přesvědčen, že Cardassie nezaútočí, ale zároveň je přesvědčen, že nějaká reakce určitě přijde.
Mezitím je unesen muž, který sabotoval Bok'Nor. Když se večer Sisko vrátí do své kajuty, čeká tam gul Dukat. Vysvětluje, že cardassijské Ústřední velení o jeho přítomnosti na DS9 neví, přišel neoficiálně pomoci Siskovi zjistit pravdu o zničení Bok'Noru. Společně se vydávají runaboutem do Demilitarizované zóny. Zde jsou svědky přestřelky mezi obchodní lodí Federace a cardassijskými útočnými loděmi. Než mohou zasáhnout, objeví se další loď Federace a zničí Cardassiany.
Quark si domluví večeři s Vulkánkou Sakonnou, která mu nabízí obchodní příležitost. Po počátečním Quarkově flirtování mu Sakonna sdělí, že shání velké množství zbraní.
Sisko a Dukat přilétají na planetu v systému Volon právě ve chvíli ostré výměny názorů mezi gulem Evekem, cardassijským přidělencem v zóně, a Hudsonem. Po chvíli Evek promítne přiznání sabotéra Bok'Noru s tím, že brzy poté spáchal sebevraždu, a nechá přinést jeho mrtvolu. Jeden z kolonistů se vrhne na Eveka, je ale zadržen.
Později téhož dne pak Hudson varuje Siska, že Cardassiané nemají v úmyslu ponechat kolonisty Federace v zóně a že Bok'Nor měl dopravit zbraně cardassijským kolonistům. Mluví o právu kolonistů se bránit. Cestou zpět na DS9 se ukáže, že Dukat věděl o přiznání sabotéra, ale ne už o jeho sebevraždě. Dukat navíc přísahá na život svých dětí, že Bok'Nor zbraně nevezl.
Sakonna požaduje po Quarkovi urychlení předání zbraní, on jí vyhoví. Mezitím O'Brien potvrdí podezření, že výbušnina použitá ke zničení Bok'Noru byla federační. Nedlouho po příletu Siska a Dukata je Dukat Sakonnou a několika dalšími kolonisty unesen. Posádka stanice určí nejpravděpodobnější kurz únosců a Sisko s Kirou a Bashirem se za nimi vydávají v runaboutu. Než stačí odletět, přichází anonymní zpráva, že za únos je odpovědná skupina, která si říká Makisté.
Sisko, Kira a Bashir přilétají do oblasti zvané Badlands, kde je častý výskyt plazmových bouří, které jsou pro lodě nebezpečné. Přemístí se na asteroid, kde jsou obklíčeni Makisty v čele s Hudsonem.

### Druhá část
Sisko chce vidět uneseného Dukata, ale Hudson obviní Siska, že se spojil s Cardassiany. Tvrdí, že prioritou Makistů je mír, ale že zločiny Cardassianů musí být potrestány. Sisko odmítne nabídku přidat se k Makistům, ti pak všechny tři omráčí.
Po návratu na DS9 čeká na Siska admirál Nečajevová. O Makistech se vyjadřuje jako o „nezodpovědných horkých hlavách“ a řekne Siskovi, aby s nimi promluvil. Při dotazu na názor Hudsona, Sisko odvětí, že se ho musí zeptat. Po odchodu admirála přijíždí z legát Parn z cardassijského Ústředního velení. Odo informuje Siska, že zadržel komplice Vulkánky.
Je to Quark, který jim neochotně sdělí všechny podrobnosti svého obchodu se Sakonnou. Ačkoli při uzavírání obchodu ještě o žádných Makistech nevěděl, je si jistý, že plánují uskutečnit své plány brzy, jelikož po něm chtěla urychlit dodávku. Parn řekne Siskovi a Kiře, že Dukat byl odhalen jako vůdce malé skupiny důstojníků, která tajně pašovala zbraně do Demilitarizované zóny. Sisko ani Kira mu ale nevěří.
Na jedné z planet Makistů se Sakonna snaží o vulkánské splynutí myslí s Dukatem, ale neúspěšně. Dukat se svým únoscům vysmívá. Objevují se Sisko, Kira a Bashir a navzájem se s Makisty ohrožují zbraněmi. Netrpělivý Dukat vyprovokuje přestřelku, po níž jsou Makisté zadrženi. Jeden z nich je propuštěn, aby předal Hudsonovi zprávu od Siska, že je ještě čas věci urovnat mírovou cestou. Vrátí se s Dukatem na stanici, kde se Dukat podivuje, že ho osvobodili důstojníci Federace. Sisko mu sdělí obsah rozhovoru s legátem Parnem a že se Dukat měl stát obětním beránkem. Oba se pak rozhodnou zastavit pašování zbraní a Makisty. Podaří se jim najít xepolitského obchodníka, zajistit jeho náklad zbraní, čímž konečně získávají důkaz o pašování zbraní.
Zadržená Sakonna odhalí Siskovi, že Makisté plánují útok na tajný cardassijský sklad zbraní během příštích 52 hodin. Neví ale, kde sklad nachází. Dukat tvrdí, že to dokáže zjistit. Mezitím Sisko naposledy navštíví Hudsona, aby věci urovnal. Přináší mu i jeho uniformu, ale Hudson ji phaserem zničí.
Posádka DS9 čeká se třemi runabouty na přílet Makistů ke skladu zbraní, ale jelikož Sisko a Hudson si nechtějí ublížit, souboj není příliš ostrý. Dva runabouty a jedna ze dvou lodí Makistů jsou vyřazeny z boje, poté i Siskova loď a Hudsonovy zbraně. Hudson odlétá a i přes Dukatovy protesty mu v tom Sisko nezabrání. Později Sisko přemítá, jestli zabránil válce, nebo jen oddálil nevyhnutelné.

## Zajímavosti
- Téma Makistů se znovu objeví v několika následujících epizodách jako např. „Z přesvědčení“, „Kvůli uniformě“ či „Záblesk slávy“.
- Poprvé zazní jméno oblasti Badlands, která hraje důležitou roli v seriálu Star Trek: Vesmírná loď Voyager.